# Charles Hardinge, Nam tước Hardinge thứ 1 xứ Penshurst
Charles Hardinge, Nam tước Hardinge thứ 1 xứ Penshurst (20 tháng 06 năm 1858 - 02 tháng 08 năm 1944) là một quý tộc, nhà quản lý thuộc địa, nhà ngoại giao và chính khách người Anh, từng là Phó vương kiêm Toàn quyền của Ấn Độ từ năm 1910 đến năm 1916. Ông nội của ông là Henry Hardinge, Tử tước thứ 1 xứ Hardinge cũng từng là Toàn quyền Ấn Độ trong giai đoạn 1844 - 1848, và điểm nhấn cho nhiệm kỳ của ông chính là Chiến tranh Anh-Sikh lần thứ nhất

## Cuộc sống đầu đời
Hardinge là con trai thứ hai của Charles Hardinge, Tử tước thứ 2 xứ Hardinge, và là cháu trai của Henry Hardinge, Tử tước thứ nhất của Hardinge, một cựu Toàn quyền Ấn Độ. Trong thời gian đầu đời, Charles đã nhận được một nền giáo dục tốt, dành cho giới quý tộc ở Anh, ông được học tại Trường Cheam, Trường Harrow và Trinity College, Cambridge.

## Tước vị
Gia tộc Hardinge được nâng lên hàng quý tộc từ thời Henry Hardinge (ông nội của Charles Hardinge), cũng từng là Toàn quyền Ấn Độ dưới thời Victoria của Anh, với khởi đầu bằng con đường binh nghiệp và dần leo lên đến chức Thống chế (Anh).
Charles là con trai thứ 2 của Charles Hardinge, Tử tước thứ 2 của xứ Hardinge, theo quy định của Đẳng cấp quý tộc Vương quốc Liên hiệp Anh, chỉ có con trưởng mới được kế vị danh hiệu quý tộc chính thức, vì thế mà ông không được nhận bất cứ tước vị cha truyền con nối nào từ gia tộc mình, dù sinh ra trong một gia đình quý tộc. Tuy nhiên nhờ vào những cống hiến quan trọng cho Vương quốc Anh, năm 1910, Vua George V của Anh đã tạo ra tước hiệu Nam tước Hardinge xứ Penshurst để phong cho ông, và người đang năm giữ tước vị này là Julian Alexander Hardinge, đã là đời Nam tước thứ 4 (sinh năm 1945).

## Sự nghiệp

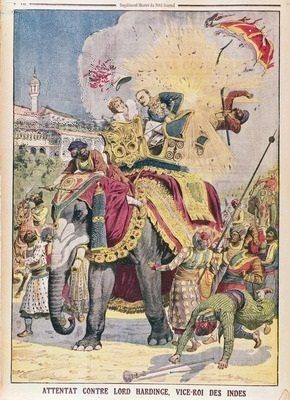
Âm mưu ám sát lãnh chúa Hardinge, năm 1912.

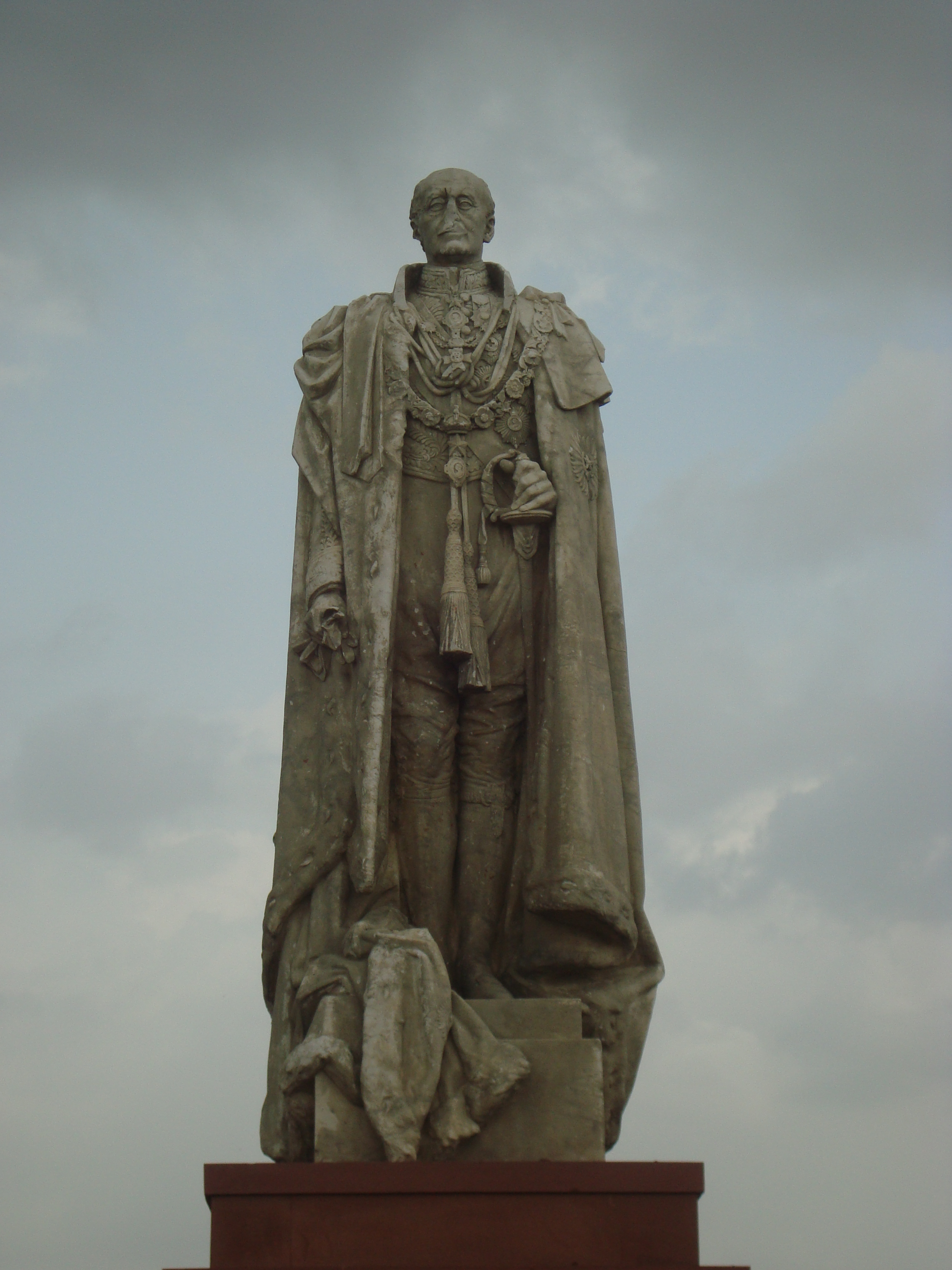
Tượng của Lãnh chúa Hardinge ở Công viên Coronation, Delhi

Hardinge gia nhập ngành ngoại giao năm 1880. Ông được bổ nhiệm làm thư ký thứ nhất tại Tehran năm 1896, và thư ký thứ nhất tại Saint Petersburg vào năm 1898. Sau một thời gian ngắn làm Trợ lý Bộ trưởng Ngoại giao, ông trở thành Đại sứ tại Nga, vào năm 1904.
Năm 1906, ông được thăng chức Thư ký thường trực tại Bộ Ngoại giao, tại đây, bất chấp tính bảo thủ của bản thân, ông đã làm việc chặt chẽ với Bộ trưởng Ngoại giao Sir Edward Grey thuộc Đảng Tự do. Năm 1907, ông từ chối chức vụ Đại sứ tại Hoa Kỳ. Năm 1910, Hardinge được nâng lên thành Nam tước Hardinge xứ Penshurst, ở hạt Kent và Thủ tướng Anh Asquith bổ nhiệm ông vào ghế Phó vương Ấn Độ.
Nhiệm kỳ Phó vương Ấn Độ của ông là một giai đoạn đáng nhớ, bao gồm chuyến thăm của Vua George V, và Delhi Durbar vào năm 1911, cũng như việc dời đô từ Calcutta đến New Delhi, vào năm 1911. Mặc dù Hardinge là mục tiêu của các âm mưu ám sát với cuộc tấn công bằng bom của những người theo chủ nghĩa dân tộc Ấn Độ Rashbehari Bose và Sachin Sanyal, nhiệm kỳ của ông đã cải thiện quan hệ giữa chính quyền Anh và những người theo chủ nghĩa dân tộc. Bản thân ông đã dành sự ngưỡng mộ của mình đối với Mohandas Gandhi. Cầu đường sắt Hardinge ở Bangladesh được khởi công xây dựng và khánh thành (1915) trong nhiệm kỳ của ông. Nó tiếp tục đóng một vai trò quan trọng trong mạng lưới đường sắt của đất nước này cho đến tận ngày nay.

### Bài viết
- Goold, Douglas (1976). "Lord Hardinge and the Mesopotamia Expedition and Inquiry, 1914–1917". The Historical Journal. Quyển 19 số 4. tr. 919–945. doi:10.1017/S0018246X00010773.